# Campionati del mondo di atletica leggera indoor 2016 - 1500 metri piani femminili

## Risultati

### Batteria
Qualification: Le prime 3 di ogni batteria e i 3 migliori tempi vanno in finale.
| Pos | Batteria | Atleta               | Nationalità | Tempo   | Note                                     |
| --- | -------- | -------------------- | ----------- | ------- | ---------------------------------------- |
| 1   | 2        | Sifan Hassan         | Paesi Bassi | 4:07.28 | Q                                        |
| 2   | 2        | Gudaf Tsegay         | Etiopia     | 4:07.98 | Q                                        |
| 3   | 1        | Dawit Seyaum         | Etiopia     | 4:09.05 | Q                                        |
| 4   | 2        | Danuta Urbanik       | Polonia     | 4:09.41 | Q                                        |
| 5   | 1        | Axumawit Embaye      | Etiopia     | 4:09.43 | Q                                        |
| 6   | 1        | Brenda Martinez      | Stati Uniti | 4:09.75 | Q                                        |
| 7   | 2        | Melissa Duncan       | Australia   | 4:10.40 | q                                        |
| 8   | 1        | Renata Pliś          | Polonia     | 4:10.44 | q                                        |
| 9   | 1        | Violah Cheptoo Lagat | Kenya       | 4:10.77 | q                                        |
| 10  | 1        | Rababe Arafi         | Marocco     | 4:10.82 |                                          |
| 11  | 1        | Kristiina Mäki       | Rep. Ceca   | 4:11.28 | Miglior prestazione personale            |
| 12  | 2        | Gabriela Stafford    | Canada      | 4:11.46 | Miglior prestazione personale stagionale |
| 13  | 2        | Cory McGee           | Stati Uniti | 4:11.62 |                                          |
| 14  | 1        | Sarah Lahti          | Svezia      | 4:11.68 | Miglior prestazione personale            |
| 15  | 2        | Claudia Bobocea      | Romania     | 4:12.38 |                                          |
| 16  | 2        | Luiza Gega           | Albania     | 4:16.12 |                                          |
| 17  | 1        | Rose-Anne Galligan   | Irlanda     | 4:16.84 |                                          |
| 18  | 1        | Nicole Sifuentes     | Canada      | 4:17.24 | Miglior prestazione personale stagionale |
| 19  | 2        | Beatha Nishimwe      | Ruanda      | 4:19.39 | Record nazionale                         |
| 20  | 2        | Tamara Armoush       | Giordania   | 4:37.61 | Record nazionale                         |

### Finale
La finale si è disputata il 19 marzo alle 19:18.

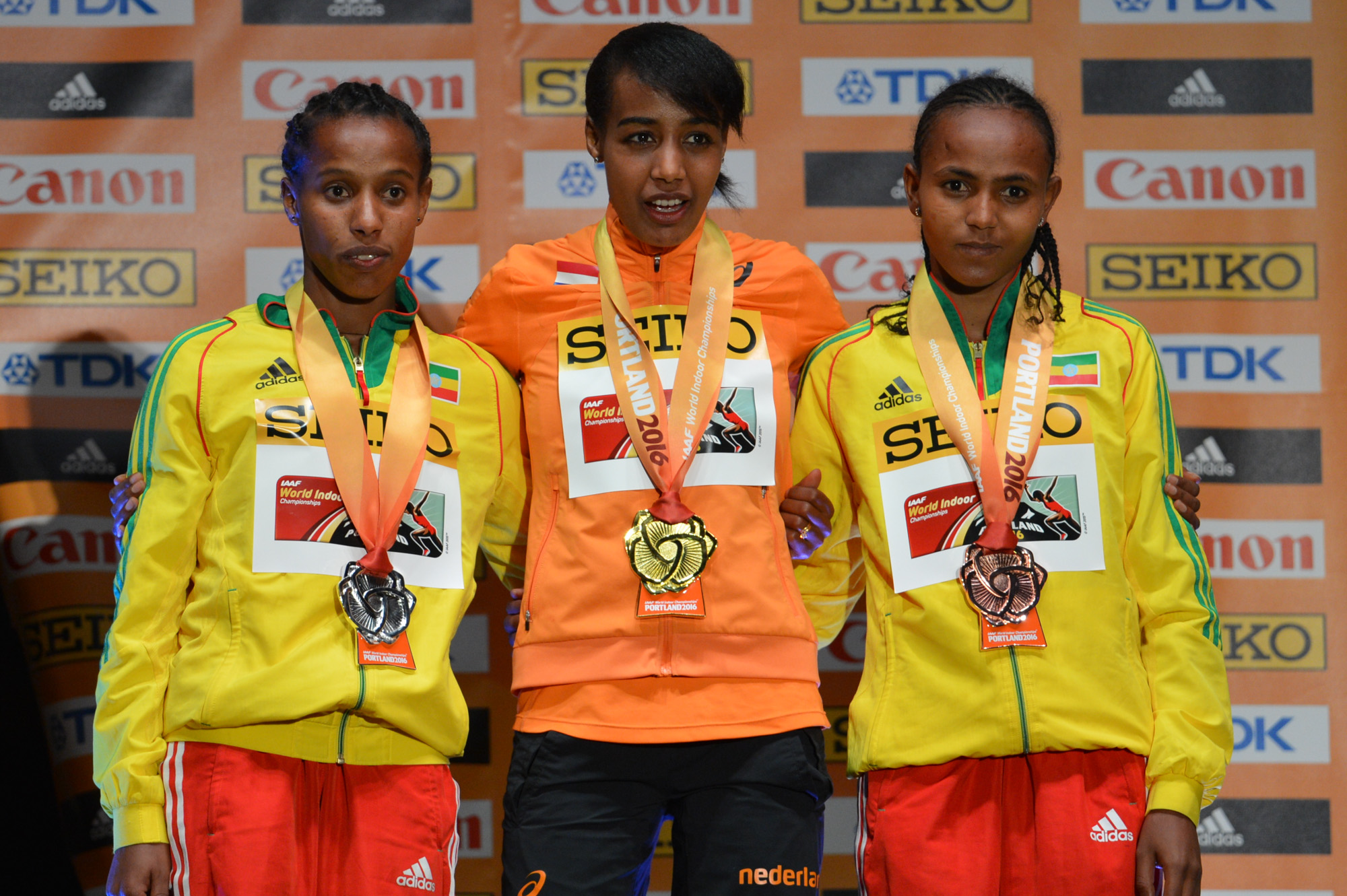
Le medagliate (da sinistra a destra): Dawit Seyaum, Sifan Hassan e Gudaf Tsegay

| Pos | Atleta               | Nationalità   | Tempo   | Note                                     |
| --- | -------------------- | ------------- | ------- | ---------------------------------------- |
|     | Sifan Hassan         | Paesi Bassi   | 4:04.96 |                                          |
|     | Dawit Seyaum         | Etiopia       | 4:05.30 |                                          |
|     | Gudaf Tsegay         | Etiopia       | 4:05.71 |                                          |
| 4   | Axumawit Embaye      | Etiopia       | 4:09.37 |                                          |
| 5   | Brenda Martinez      | Stati Uniti   | 4:09.57 |                                          |
| 6   | Melissa Duncan       | Template:BAUS | 4:09.69 |                                          |
| 7   | Renata Pliś          | Polonia       | 4:10.14 |                                          |
| 8   | Violah Cheptoo Lagat | Kenya         | 4:10.45 | Miglior prestazione personale stagionale |
| 9   | Danuta Urbanik       | Polonia       | 4:12.59 |                                          |